# بیتوشی
عبدالله بن محمد مشهور به بیتوشی (به کردی: بێتووشی) شاعر و متکلم کرد شافعی مذهب سده هجدهم است. بیشتر شهرت او به خاطر آثارش به زبان عربیست ولی آثاری به فارسی و کردی هم از او به جا مانده است. او در جوانی از شاگردان ابن الحاج بود. سپس به بغداد مهاجرت کرد و بیشتر دوره بزرگسالی خود را در آنجا سپری کرد.

## زندگی
بر سر سال تولد بیتوشی اختلاف هست ولی همه نویسندگان درباره او بر این موضوع اتفاق نظر دارند که در نیمه اول سده ۱۸ میلادی یا اندکی پیش از آن به دنیا آمده است. زادگاه او بیتوش روستایی نزدیک سردشت است. او پس از اتمام تحصیل در کردستان به بغداد مهاجرت کرد. سپس به احسا و بصره رفت. شاید اوج شهرت او هنگام کتابت الکفایه در احسا باشد. در آنجا با دختر عبدالقادر قاضی احسا ازدواج کرد.

## آثار
- الکفایه
- المفکرات لکل ذنب سابق و الآت
- تحف الخلال فی شرح الالغاز القربیة